# Joe D'Onofrio
 (mars 2025).
Joseph D'Onofrio ou Joe D'Onofrio est un acteur américain né à New York.

## Filmographie

### Cinéma

#### Années 1980
- 1987 : I Love N.Y. : un petit garçon italien

#### Années 1990
- 1990 : Les Tortues Ninja : le voyou du film
- 1990 : Les Affranchis : Tommy jeune
- 1991 : Jungle Fever : Patty
- 1992 : La Loi de la nuit : Mike
- 1993 : Il était une fois le Bronx : Slick à 17 ans
- 1994 : Les Complices : Sully
- 1996 : Caught : l'enfant qui deal du crack
- 1996 : Le Porteur de cercueil : le porteur de draps
- 1997 : The Deli : Lawrence

#### Années 2000
- 2000 : Blue Moon : Cousin Vinny
- 2000 : Astoria : Theo
- 2000 : Wannabes : Vinny
- 2002 : Spider-Man : le policier dogmatique
- 2002 : Mafia Blues 2 : Rigazzi Gunman
- 2003 : Crooked Lines : Sal
- 2006 : Delirious : Vince
- 2007 : La nuit nous appartient : le patron sanglant

#### Années 2010
- 2010 : Circus Maximus : Marc
- 2011 : Omertà : Tommy
- 2011 : Virgin Alexander : Officier Lemon
- 2011 : Monsieur Popper et ses pingouins : un passant
- 2011 : Humdinger : Pat
- 2012 : Price Check : un taxi
- 2012 : The Shoemaker : John
- 2012 : Men in Black 3 : un fan des New York Mets
- 2012 : Off Limits : Nick
- 2012 : Life in Parallel : John Filsoi
- 2013 : Maniac : Johnny Ramone
- 2013 : November Lies : Jimmy Lyons
- 2014 : Gabriel : un serveur
- 2014 : La Femme du diplomate : un serveur
- 2014 : Bloody Slumber Party : Roland
- 2014 : Friends and Romans (en) : Big Vinnie
- 2015 : Enchantments : Vinny
- 2015 : Lucky Number : un mafieux
- 2015 : The Networker : Joey
- 2015 : Promoted : Frankie
- 2015 : Meet Mario : Angelo
- 2015 : The Battle of Ripcord : Frank Marshall
- 2015 : Hide the Sausage : Eddie
- 2015 : Sam : Joey
- 2016 : Mommy's Box : Brett
- 2016 : Guns and Grams : Sal
- 2016 : Le Combat final : Matty
- 2016 : Daddy's Little Girls : Ethan Cunningham
- 2016 : Pasquale's Magic Veal : Rocco
- 2017 : Dope Crash : Joe
- 2017 : Breaking Point : Vinny Skins
- 2017 : Romance in the Digital Age : père Scott
- 2017 : American Fango : Joseph
- 2017 : The Fifth Borough : Danny
- 2017 : The Promotion : Bennet
- 2017 : The Johns Bar : Loose
- 2018 : Who's Jenna... ? : Andy Roma
- 2018 : Sarah Q : Dr Bob
- 2018 : Mr. Frank : un tueur
- 2018 : Rich Boy, Rich Girl : Peter
- 2019 : Tapestry : Tony Vespa
- 2019 : The Brawler : Joey G
- 2019 : Ghost in the Graveyard : Député Simmons
- 2019 : Duped : Genti

#### Années 2020
- 2020 : Bensonhurst : Sally Boy
- 2020 : Guns and Grams : Sal
- 2021 : The Wrong Path : Bruno
- 2021 : Made in Chinatown : Donny le boulanger
- 2021 : The Birthday Cake : Bootsy
- 2021 : Just South of Insanity : Gino
- 2021 : Christmas vs. the Walters (en) : Tony l'elf
- 2021 : Return to Danger : Dippy
- 2022 : The Romano's : Gino
- 2022 : Killin Smallz : Franky
- 2022 : Love and Love Not : M. Florenza
- 2022 : Black Mike : Leo
- 2022 : Life's Better Protected : le producteur
- 2023 : For Love or Money : Sal Carmine
- 2023 : Love Magick : Vinny
- 2023 : Long Shot Louie : Bryan
- 2023 : The Families Feud : Rocco Rosano
- 2023 : Surf'em Up : un voleur
- 2024 : Cold Betrayal : Dippy
- 2024 : A Brooklyn Love Story : Dominick Cuchie

### Télévision

#### Téléfilms
- 1991 : They Came from Bensonhurst : Davinci
- 2004 : L'Amour en vedette : Mugger

#### Séries télévisées
- 1992 : Here and Now : le livreur (1 épisode)
- 1993 : ABC Afterschool Special : Anthony (1 épisode)
- 1993 : America's Most Wanted : Joe Quartieri (1 épisode)
- 1997 : Cosby (1 épisode)
- 2003 : New York 911 : le postier (1 épisode)
- 2003 : New York, police judiciaire : John Rotelli (1 épisode)
- 2007 : The Black Donnellys : Louie Downtown (8 épisodes)
- 2007 : The Bronx Is Burning : un local (1 épisode)
- 2008 : Lipstick Jungle : Les Reines de Manhattan : Freddy (1 épisode)
- 2009-2010 : 30 Rock : Dave (3 épisodes)
- 2010 : Gravity : un homme ivre (1 épisode)
- 2010-2012 : Ma femme, ses enfants et moi : Mike (23 épisodes)
- 2014-2021 : Bail Out : Joey (3 épisodes)
- 2015 : Allegiance : un agent de sécurité (1 épisode)
- 2018 : Gotham : Chaz Carmichael (1 épisode)
- 2018 : Voisins mais pas trop : Johnny Mad Dog (1 épisode)
- 2020-2023 : Gravesend : Johnny Mad Dog Mangano (10 épisodes)
- 2022-2023 : Power Book III: Raising Kanan : Carmine (6 épisodes)